# Komitee für Grundrechte und Demokratie
Das Komitee für Grundrechte und Demokratie ist eine deutsche Bürgerrechtsorganisation, die 1980 unter anderem von Andreas Buro, Wolf-Dieter Narr, Roland Roth, Klaus Vack und Hanne Vack gegründet wurde. Das Komitee setzt sich für die Einhaltung der Grund- und Freiheitsrechte ein.

## Selbstverständnis
Das Komitee tritt nach eigenem Selbstverständnis dafür ein, durch ein „aktives, streitbares, couragiertes und zivil ungehorsames Engagement Grundrechte und Demokratie zu verteidigen“. Das Komitee gehört dem Netzwerk Friedenskooperative an.

## Geschichte
Einige spätere Gründer des Komitees veranstalteten 1978 das „3. Internationale Russell-Tribunal“ zur Situation der Menschenrechte in der Bundesrepublik Deutschland. Das erste Russell-Tribunal hatte 1966/67 in London als internationales Tribunal zur Untersuchung US-amerikanischer Kriegsverbrechen im Vietnamkrieg große Aufmerksamkeit der Presse in Europa erregt. Die Nachfolgeveranstaltung in der Bundesrepublik stieß jedoch insgesamt auf ein geringes öffentliches Echo.
So beschlossen verschiedene Initiatoren des Russell-Tribunals die Gründung des Komitees für Grundrechte und Demokratie, das ihrer Intention nach Hinterfragung der Grundrechtspraxis eine dauerhafte Plattform geben sollte. In den Jahren nach der Gründung setzte sich das Komitee auch intensiv mit Fragen des zivilen Ungehorsams am Beispiel der Blockadeaktionen der Friedensbewegung gegen die Stationierung von US-Mittelstreckenraketen auseinander. International prägte der Kampf um Menschenrechte in El Salvador, die Massaker in Osttimor sowie das Eintreten für die Rechte von Totalverweigerern von Kriegs- und Zivildienst die ersten Jahrzehnte der Arbeit des Komitees.

## Ziele
Ziele des Komitees für Grundrechte und Demokratie sind die „Entwicklung eines menschen- und bürgerrechtlichen Politikansatzes“ und „die Entwicklung von Theorie und Praxis einer menschenrechtlichen Strategie“. Im Unterschied etwa zur Humanistischen Union, die vorwiegend publizistisch und in Anhörungen im Bundestag oder den Länderparlamenten Bürgerrechtspositionen vertritt, entsendet das Komitee Beobachter zu den Schauplätzen möglicher Rechtsverletzungen und untersucht anhand von Einzelfällen die Asyl- und Abschiebepraxis sowie die Fairness in Strafprozessen mit politischem Hintergrund. Neben Stellungnahmen zu vom Komitee diagnostizierten Einschränkungen der Grundrechte wie durch den Großen Lauschangriff, die Online-Durchsuchungen oder Verschärfungen des Demonstrationsrechtes und zur Asylrechtspraxis hat das Komitee für Grundrechte und Demokratie die Klagen gegen das umstrittene Luftsicherheitsgesetz vor dem Bundesverfassungsgericht unterstützt. Das Selbstverständnis des Komitees ist überparteilich, radikaldemokratisch und pazifistisch. Wegen der Unterstützung des Widerstandes gegen die Volkszählung 1987 wurde das Komitee ebenso wie die Humanistische Union, Jungdemokraten und Jungsozialisten 1986 vom Verfassungsschutz Niedersachsen beobachtet, bis dies durch ein Verwaltungsgerichtsurteil untersagt wurde.

## Unterstützer und Autoren
Zu den Unterstützern und Autoren des Komitees gehörten Inge Aicher-Scholl, Ingeborg Drewitz, Dorothee Sölle, Ingrid Kurz-Scherf und Michael Th. Greven.

## Aktionen und Projekte
Beispiele für praktische Initiativen des Komitees sind die seit 1994 jährlich durchgeführten Begegnungen von Jugendlichen aus Kriegs- und Spannungsgebieten. Bisher kamen über 22.000 Jugendliche aus Bosnien-Herzegowina (1994 und 1995), dem Kosovo (1999), Mazedonien (2001), Israel und Palästina (seit 2002) unter dem Motto „Ferien vom Krieg“ zu gemeinsamen Urlauben und Friedensseminaren unter geschützten Rahmenbedingungen in Deutschland und in Drittländern zusammen. Junge Bosnier und Serben, Albaner, Roma, und Serben oder Israelis und Palästinenser sollen dabei jeweils lernen, die vermeintlichen „Feinde“ als Menschen und ihre Interessenlagen als legitim kennenzulernen, wobei die realen Konflikte nicht ausgeblendet, sondern in Simulationen mögliche Konfliktlösungen bearbeitet werden konnten. „Ferien vom Krieg“ wurde 2003 mit dem „Stuttgarter Friedenspreis“ und dem „Mount Zion Award“, dem Panter-Preis der taz (2005) sowie dem Erich-Mühsam-Preis (2007) ausgezeichnet.

## Publikationen
Das Komitee für Grundrechte und Demokratie gibt gemeinsam mit anderen Bürgerrechtsorganisationen den jährlich erscheinenden Grundrechte-Report heraus. Die Jahrbücher des Komitees setzen sich jeweils mit Schwerpunktthemen wie dem Spannungsfeld zwischen Menschenrechtspolitik und Völkerrecht (2007) auseinander. Dabei reicht das Themenspektrum von der Kritik von „Sicherheitsgesetzen“ über die Unterstützung der Blockadeaktionen in Mutlangen, die letztlich zur Revision der Rechtsprechung über Sitzblockaden durch das Bundesverfassungsgericht führten. Aber auch neue Elemente direkter Demokratie, die rechtliche Absicherung autonomer Frauenhäuser oder die Auseinandersetzung mit der Frage, ob die lebenslange Freiheitsstrafe mit der Menschenwürde des Grundgesetzes vereinbar ist, sind Themen, zu denen das Komitee für Grundrechte und Demokratie Beiträge verfasst hat. Mit sogenannten „Bürgerinformationen“, die sich in hoher Auflage direkt an die Öffentlichkeit wenden, nimmt das „Komitee“ anlassbezogen zu Themen wie „Volkszählungsboykott“ (1987), die drohende Abschaffung des Asylrechts (1993), den Krieg in Jugoslawien (1994), oder die US-Intervention im Irak (2004) sowie die Frage weiteren militärischen Engagements Deutschlands in Afghanistan (2007) Stellung. 2023 wurde die „Entscheidung für Gewalt“ der Polizei bei der Räumung von Lützerath kritisiert.

## Organisationsform
Das Komitee ist in Form eines gemeinnützigen Vereins organisiert, der seine Tätigkeit durch einen Arbeitsausschuss und den Vorstand initiiert und verantwortet. Den Geschäftsführenden Vorstand bilden Fabian Georgi und
Thomas Jennissen. Ein in Köln ansässiges Sekretariat koordiniert und organisiert die Arbeit des Komitees.

## Weblink
- Komitee für Grundrechte und Demokratie